# Pierre Laffitte

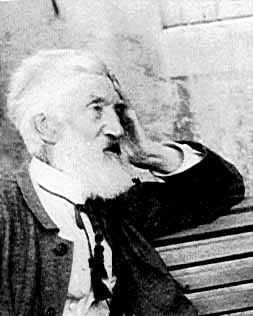
Pierre Laffitte

Pierre Laffitte (* 21. Februar 1823 in Béguey, Gironde; † 4. Januar 1903, Paris) war ein französischer Positivist.
Er wohnte in Paris als Mathematiklehrer und wurde ein Schüler von Auguste Comte, der ihn zu seinem literarischen Nachlassverwalter ernannte.
Nach dem Schisma der Positivistenbewegung, die auf Comtes Tod folgte, wurde er als Führer derjenigen anerkannt, die der Doktrin Comtes folgten. Die anderen hielten sich an Émile Littré, der den Glauben an die Humanität zurückwies, weil sie nicht konsistent mit dem Materialismus von Comtes früher Zeit ist. Seit 1853 hielt Laffitte  positivistische Vorlesungen in einem Raum in der Rue Monsieur le Prince, den früher Comte bewohnt hatte. Er veröffentlichte im Jahr 1875 Les Grands Types de l’humanité und im Jahr 1889 Cours de philosophie première.
1893 wurde er an einen neubegründeten Lehrstuhl am Collège de France berufen, der die Darstellung der allgemeinen Geschichte der Wissenschaften behandelte. Es ist weitgehend auf Laffittes Einwirken zurückzuführen, dass 1902 eine Statue von Comte auf dem Place de la Sorbonne aufgestellt wurde.